# Vådastål
Vådastål är i folktron ett vasst föremål som orsakat någons död eller som gått sönder (av våda) under användningen, exempelvis avbrutna knivsuddar. I folktron ansågs vassa föremål i sig vara ett skydd mot onda krafter, ha apotropeisk verkan enligt principen vasst emot, men ett vådastål kunde besitta särskilt starka magiska egenskaper.